# Valencen
Valencen ist eine organische Verbindung aus der Gruppe der Sesquiterpene. Es kommt insbesondere in Zitrusfrüchten vor und wird als Duft- und Aromastoff verwendet.

## Vorkommen und Biosynthese

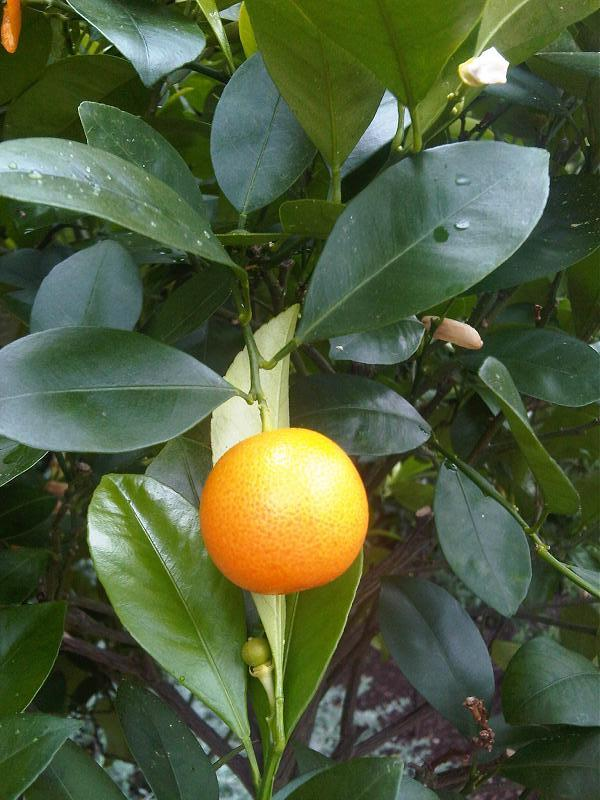
Orangen enthalten Valencen

Valencen ist ein wichtiger Bestandteil von Zitrusölen, zum Beispiel aus Orangen, Mandarinen, Zitronen und Pomelos, und ist mitverantwortlich für den Geruch von Orangen. Es kommt auch noch in weiteren Pflanzen wie der Nootka-Scheinzypresse und der Zitronenmelisse vor. Valencen ist neben Nootkaton eine der Hauptverbindungen in unpolaren Extrakten aus Alpinia oxyphylla (Gattung Alpinia).
Die Biosynthese verläuft über Isopentenylpyrophosphat und Dimethylallylpyrophosphat. Durch deren Kondensation entsteht Geranylpyrophosphat, das weiter zu Farnesylpyrophosphat umgesetzt wird, welches der direkte biosynthetische Vorläufer von Valencen ist. Dieses ist selbst wiederum der Vorläufer von Nootkaton.

## Herstellung
Valencen kann durch Extraktion aus Zitrusfrüchten gewonnen werden. Eine biotechnologische Herstellung ist aus Farnesylpyrophosphat möglich. Die chemische Synthese ist ausgehend von 4,4-Ethylendioxy-2-methylcyclohexanon beschrieben.

## Eigenschaften und Reaktionen
Valencen kann durch verschiedene Bakterien und Pilze zu Nootkaton oxidiert werden. Es wirkt fungizid gegen viele Arten. In verschiedenen Studien zeigte es antioxidative, cytotoxische und kardioprotektive Eigenschaften. In einer Studie an Mäusezellen beförderte Valencen den Abbau reaktiver Sauerstoffspezies und wirkte entzündungshemmend. Dies deutet darauf hin, dass es sich möglicherweise als Wirkstoff zur Behandlung von Osteoarthritis eignen könnte.

## Verwendung
Valencen ist in der EU unter der FL-Nummer 01.017 als Aromastoff für Lebensmittel zugelassen. Die jährliche Verwendungsmenge als Zusatzstoff für Lebensmittel und Getränke beträgt etwa 15 Tonnen. Es wird auch als Duftstoff in Seife und Kosmetika eingesetzt.